# 아담의 도시
《아담의 도시》는 1994년 4월 11일 ~ 1994년 5월 31일까지 방영된 MBC 월화드라마인데 본격 남성드라마를 표방했으나 권력형 경제부정 사건에 연루된 아버지(박근형 분)와 아들(박찬환 분)이 국회 청문회장에서 '대결'한다는 상황설정이 무리한 구도라는 지적이 있었으며 박찬환(오세영 역)과 그의 연인 유희진 역을 맡았던 강문영의 소화불량성 연기도 지적됐다.

## 출연진
- 박찬환 : 오세영
- 강문영 : 유희진
- 박근형 : 장국철
- 김자옥 : 오명숙
- 독고영재 : 조상민
- 김동현 : 장호진
- 최성준 : 장영진
- 도지원 : 민지영
- 문용민 : 이팔금
- 이영범 : 박세창
- 김세준 : 신상호
- 김응석
- 김광배 : 송영식
- 김보연 : 김순옥
- 정진
- 전무송

## 참고 사항
- 박근형이 맡았던 장국철 역은 당초 최불암이 낙점됐으나 권력형 경제부정사건에 연루되어 국회 청문회장에 출두한다는 내용이 의정활동에 마이너스 요인이 될 수 있는 우려를 낳았던 탓인지 박근형이 대타로 들어갔다[2].
- 민지영 역의 도지원은 <아담의 도시>와 맞선 KBS 2TV 월화사극 한명회 캐스팅 제의를 받았으나 거절했다[3].